# 安藤仲市
安藤 仲市（あんどう なかいち、1900年2月13日 - 1987年11月6日）は、日本の牧師、福音派の指導者。

## 生涯

### 初期
鳥取県で生まれる。1919年11月23日、神戸湊川で パゼット・ウィルクスの説教を聞いて回心する。その後竹田俊造から洗礼を受ける。1926年 神戸聖書学校（現在の関西聖書神学校）を卒業。同期には安藤喜市がいる。

### ホーリネス時代
神学校卒業後、ホーリネス教会の教師となるが、ホーリネス分裂後は監督派のきよめ教会に属す。東須磨教会で伝道していたが、1935年に中田重治の招きにより、田中真三郎の後任として、分裂後のきよめ教会神田教会で牧師をする。この間、「大和民族の歌」出版に協力をする。
1939年、神田教会で牧師をしていた時に、宣教師として旧満州国（現、中国東北部）の瀋陽に赴任して20日目に、次男の潔（1年9か月）を急性疫痢で亡くす。1942年のホーリネス弾圧事件の際に投獄される。途中で発疹チフスにかかり出獄する。

### 同盟基督教団時代
戦後1947年、内職をしつつヘブロン教会、後の世田谷中央教会を創立。1955年に出身神学校が同じ牧師野畑新兵衛と共に、日本同盟基督教団に参加する。1961年、新改訳聖書刊行協力会に,日本同盟基督教団の代表として参加する。後年日本同盟基督教団の総会議長を努める。
福音派では重要な役を務める。それらに、日本福音同盟実行委員長、東京キリスト教学園の理事長・学園長、日本キングスガーデンの理事長などの要職がある。それらの功績が認められ最晩年の1986年に日本キリスト教文化協会よりキリスト教功労者を受賞する。元理事長安藤能成は子息。現理事朝岡勝は孫にあたる。

## 著書
- 私の歩いた道
- いのりの風
- 安藤仲市著作集